# Rossa (zpěvačka)
Rossa Roslaina Sri Handayani (* 9. října
1978, Sumedang, Západní Jáva) je indonéská pracovnice zábavního průmyslu, zpěvačka a podnikatelka.

## Životopis
Svou pěveckou kariéru odstartovala již v deseti letech, kdy vydala své dětské album Untuk Sahabatku v roce 1988. Velký ohlas ale tehdy skutečně nevzbudila. Po maturitě studovala na Indonéské univerzitě. Celonárodní slávu přineslo zpěvačce její první album, které jako dospělá vydala v roce 1996 s názvem Nada Nada Cinta. 26. října 2000 se Rossa zúčastnila asijského hudebního festivalu My Love v Hanoji (Vietnam). Její album Kembali (2004) dostalo certifikát platinové desky a během následujících šesti měsíců se stalo z platinového dvouplatinovým.